# Liste von Vornamen/C
Diese Unterseite der Liste von Vornamen enthält Vornamen, die mit dem Buchstaben C beginnen.
Männliche Vornamen sind mit dem Symbol ♂ und weibliche Vornamen mit dem Symbol ♀ markiert.

## Ca
Cabir ♂, 
Cäcilia ♀,
Cäcilie ♀,
Caden ♂♀, 
Cadence ♀, 
Caecilia Metella ♀,
Caesarius ♂,
Cafer ♂, 
Cafiero ♂, 
Çağatay ♂,
Çağla ♂♀,
Çağlanur ♀, 
Çağlar ♂♀,
Çağlayan ♂, 
Çağrı ♂♀,
Cahide ♀, 
Cahit ♂, 
Cailean ♂,
Caio ♂, 
Cairine ♀, 
Caiside ♂,
Caius ♂,
Çajup ♂, 
Çajupe ♀, 
Çakar ♂,
Çakıl ♀, 
Çakır ♂♀,
Çakmak ♂,
Cakol ♂, 
Cal ♂, 
Cala ♀, 
Çalayan ♀, 
Calcedonio ♂, 
Caleb ♂,
Çalışkan ♂♀,
Calixte ♂, 
Calixtus ♂,
Calle ♂,
Callias ♂, 
Calliope ♀, 
Callista ♀,
Callisto ♀, 
Callum ♂,
Calogera ♀, 
Calogero ♂, 
Calum ♂♀,
Calvin ♂,
Cameron ♂♀,
Camilla ♀, 
Camille ♂♀, 
Camillo ♂, 
Can ♂♀, 
Canan ♂♀, 
Canatay ♂, 
Canberk ♂,
Candace ♀, 
Candan ♂♀,
Candemir ♂,
Candice ♀,
Candid ♂,
Candida ♀, 
Candide ♂, 
Candido ♂, 
Candidus ♂,
Candy ♂, 
Caner ♂,
Canio ♂, 
Canip ♀, 
Canisius ♀,
Cansel ♂♀,
Cansu ♂♀,
Canzio ♂, 
Çapar ♂,
Çapel ♂, 
Çapela ♀, 
Cara ♀,
Carina ♀, 
Carissa ♀, 
Caritas ♀, 
Carl ♂, 
Carla ♀, 
Carles ♂,
Carletta ♀,
Carlo ♂, 
Carlos ♂, 
Carlotta ♀, 
Carme ♀, 
Carmela ♀, 
Carmelo ♂,
Carmen ♀,
Carmina ♀, 
Carmine ♂,
Carol ♂♀,
Carola ♀, 
Carole ♀,
Carolin ♀,
Carolina ♀, 
Caroline ♀,
Carolyn ♀, 
Carrie ♀,
Carson ♂♀,
Carsten ♂,
Carter ♂,
Casimiro ♂, 
Cassandra ♀, 
Cassian ♂,
Cassiano ♂, 
Cassidy ♂♀,
Cassio ♂, 
Cataldo ♂, 
Catalin ♂,
Catalina ♀,
Catarina ♀,
Catello ♂, 
Catena ♀, 
Caterina ♀,
Cathal ♂,
Catharine ♀,
Catherine ♀,
Catone ♂, 
Catullo ♂, 
Cavit ♂,
Cay ♂♀,
Çayan ♂♀, 

## Ce
Cebrail ♂, 
Cebulon ♂,
Cécile ♂♀,
Cecilia ♀, 
Çeçilya ♀, 
Cedar ♂,
Cedric ♂,
Cédric ♂,
Cees ♂,
Ceferino ♂,
Çekel ♂, 
Cel ♂, 
Cela ♀, 
Celal ♂,
Celâl ♂,
Çeldit ♂, 
Çeldita ♀, 
Celena ♀,
Celerino ♂, 
Celeste ♀, 
Celestino ♂, 
Celia ♀,
Çelik ♂, 
Çelikan ♂, 
Çelike ♀, 
Çelikor ♂, 
Çelikore ♀, 
Celil ♂,
Célimène ♀,
Çelin ♂, 
Celina ♀, 
Celine ♀, 
Céline ♀,
Celio ♂, 
Çeljan ♂, 
Çeljeta ♀, 
Çelora ♀, 
Celso ♂, 
Çeltar ♂, 
Çeltare ♀, 
Çeltina ♀, 
Çeltira ♀, 
Celush ♂, 
Cem ♂,
Çem ♂, 
Cemal ♂,
Ceme ♀, 
Cemil ♂,
Cemile ♀,
Cemre ♂♀,
Cemtar ♂, 
Cemtare ♀, 
Cenap ♂, 
Cengaver ♂, 
Cengiz ♂, 
Cenk ♂, 
Cennet ♀, 
Cenred ♂,
Ċensu ♂, 
Ceolwulf ♂,
Ceren ♀, 
Ceril ♂, 
César ♂,
Cesare ♂, 
Cesaria ♀,
Cesario ♂,
Cesio ♂, 
Cesira ♀, 
Česlovas ♂, 
Čestmír ♂, 
Çetin ♂,
Çetinkaya ♂,
Cevahir ♂♀,
Cevat ♂,
Cevdet ♂,
Çevik ♂,
Ceyda ♀, 
Ceyhun ♂, 
Ceylan ♀, 
Cezary ♂,
Cezmi ♂, 

## Ch
Chad ♂, 
Chadli ♂,
Chaim ♂,
Chaima ♀, 
Chakrabarti ♂,
Chalid ♂,
Chananya ♂, 
Chance ♂, 
Channing ♂♀,
Chantal ♀, 
Charlene ♀,
Charles ♂,
Charlie ♂♀,
Charline ♀, 
Charlotta ♀,
Charlotte ♀,
Chase ♂♀,
Chauki ♂,
Chay ♂,
Chaz ♂,
Ched ♂, 
Chelidonis ♀,
Chelsea ♀,
Cherif ♂,
Chérif ♂,
Cherubino ♂, 
Cheryl ♀,
Chesney ♂,
Cheyenne ♂♀,
Chiaffredo ♂, 
Chiara ♀, 
Chiemo ♂,
Chihiro ♀♂,
Chilonis ♀,
Chlodoald ♂, 
Chlodwig ♂, 
Chloe ♀,
Chrischona ♀,
Chrissie ♀, 
Christa ♀,
Christabel ♀,
Christel ♀,
Christelle ♀,
Christer ♂,
Christi ♀, 
Christian ♂, 
Christiane ♀, 
Christien ♂, 
Christina ♀,
Christine ♀,
Christoffer ♂,
Christoph ♂,
Christophe ♂,
Christopher ♂,
Christos ♂,
Chrysantha ♀,
Chrysanthus ♂,
Chrysostomos ♂,
Chuck ♂,
Chūichi ♂,
Chwalibog ♂, 

## Ci
Cian ♂,
Cianán ♂,
Ciara ♀,
Ciarán ♂,
Çiçek ♀,
Cicerone ♂, 
Çiftçi ♂,
Çiğdem ♀,
Cihad ♂,
Cihan ♂♀,
Cihat ♂,
Çika ♀, 
Çiljeta ♀, 
Cillian ♂,
Cilly ♀,
Çiltërim ♂, 
Çiltërime ♀, 
Çiltëror ♂, 
Çiltor ♂, 
Çiltore ♀, 
Cilydd ♂,
Çınar ♂♀,
Cindy ♀,
Çingiz ♂, 
Cinzia ♀, 
Ciprian ♂,
Cipriano ♂, 
Ciriaco ♂, 
Cirillo ♂, 
Cirkel ♂, 
Cirket ♂, 
Cirkore ♀, 
Ciro ♂,
Ciwan ♂, 

## Cl
Claas ♂, 
Claire ♀, 
Clajo ♂, 
Clamor ♂,
Clancy ♂,
Clara ♀, 
Clare ♀, 
Cläre ♀,
Clarence ♂, 
Clärenore ♀,
Clarice ♀, 
Clarissa ♀, 
Clarisse ♀, 
Claude ♂, 
Claudia ♀, 
Claudio ♂,
Cláudio ♂,
Claudiu ♂,
Clay ♂, 
Clayton ♂, 
Cleante ♂, 
Cléber ♂, 
Clelia ♀, 
Clelio ♂, 
Clem ♂, 
Clemens ♂, 
Clemente ♂, 
Clementina ♀, 
Clementine ♀,
Cleo ♀,
Cleofe ♀, 
Cleopatra ♀, 
Cliff ♂,
Clifford ♂,
Clifton ♂,
Clio ♀, 
Çlirim ♂, 
Çlirime ♀, 
Clive ♂, 
Clodomiro ♂, 
Clodoveo ♂, 
Clorinda ♀, 
Clotilde ♀, 
Clóvis ♂,

## Co
Çoban ♂, 
Cobb ♂,
Codruța ♀,
Cody  ♂, 
Coelestine ♀,
Cok ♂, 
Col ♂, 
Çolak ♂,
Cölestina ♀,
Colin ♂, 
Colleen ♀, 
Colm ♂,
Colomba ♀, 
Colombano ♂, 
Colonel ♂, 
Columban ♂,
Conan ♂,
Concepción ♀,
Concetta ♀, 
Concezio ♂, 
Conchita ♀,
Condoleezza ♀,
Conlon ♂,
Conmara ♂,
Connan ♂,
Connor ♂,
Cono ♂, 
Conor ♂,
Conrad ♂,
Conradin ♂,
Consalvo ♂, 
Consiglio ♂,
Consolata ♀, 
Consuelo ♀, 
Constans ♂,
Constant ♂,
Constantia ♀,
Constantijn ♂,
Constantine ♂, 
Constanze ♀,
Contardo ♂, 
Cor ♂♀,
Cora ♀,
Corbin ♂, 
Cord ♂,
Cordelia ♀,
Cordian ♂,
Cordula ♀,
Corentin ♂, 
Corentine ♀, 
Corey ♂, 
Corinna ♀,
Corinne ♀,
Coriolano ♂, 
Cormac ♂,
Corneille ♂,
Cornel ♂,
Cornelia ♀,
Cornelio ♂, 
Cornelis ♂,
Corneliu ♂,
Cornelius ♂,
Corradina ♀, 
Corrado ♂,
Cortez ♂,
Corvin ♂,
Cosima ♀,
Cosimo ♂,
Coşkun ♂,
Cosma ♀, 
Cosmin ♂,
Cosmo ♂, 
Costante ♂, 
Costantina ♀, 
Costantino ♂, 
Costanza ♀, 
Courtland ♂♀,
Courtlandt ♂,
Courtney ♀,

## Cr
Craig ♂, 
Crescentia ♀,
Crescenzo ♂, 
Crisante ♂, 
Crispian ♂,
Crispin ♂,
Crispino ♂, 
Crista ♀, 
Cristel ♀,
Cristiana ♀, 
Cristiano ♂, 
Cristina ♀, 
Cristoforo ♂, 
Cristy ♀, 
Cronin ♂, 
Crowther ♂, 
Črtomir ♂, 
Crystal ♀,

## Cs–Ct
Csaba ♂,
Csanád ♂,
Csilla ♀,
Ctibor ♂, 
Ctirad ♂, 

## Cu–Cv
Cuauhtémoc ♂, 
Cuba ♂,
Cuca ♀, 
Cuitim ♂, 
Cukal ♂, 
Cukel ♂, 
Cukela ♀, 
Cuma ♂,
Cumali ♂, 
Cumhur ♂, 
Çun ♂, 
Cunegonda ♀, 
Cüneyt ♂, 
Cuno ♂,
Curlina ♀, 
Curr ♂, 
Curran ♂, 
Currana ♀, 
Currela ♀, 
Curtis ♂,
Curzio ♂, 
Cuthbert ♂,
Cuthred ♂,
Cvetka ♀,
Cvetko ♂,

## Cw–Cz
Cwichelm ♂,
Cynthia ♀, 
Cyprian ♂,
Cyprien ♂,
Cyril ♂, 
Cyrille ♀♂,
Cyro ♂,
Cyrus ♂, 
Czesław ♂,